# Sapiens (série de bande dessinée)
Sapiens est une série de bande dessinée documentaire de Yuval Noah Harari, David Vandermeulen et Daniel Casanave, créée en 2020 et publiée par Albin Michel. Trois tomes sont déjà sortis. D'autres devraient suivre, selon un rythme annuel.

## Contenu
Basé sur l'ouvrage Sapiens : Une brève histoire de l'humanité, de Yuval Noah Harari, la série revient sur l'histoire de l'humanité, de l'apparition de notre espèce jusqu'à l'époque contemporaine. La révolution cognitive, il y a peut-être 70 000 ans, présentée comme la première révolution majeure de notre histoire, occupe une bonne partie du premier tome. Le deuxième tome commence avec la révolution agricole, la deuxième étape majeure de notre histoire selon l'auteur.

## Liste des volumes
1. La Naissance de l'Humanité , 7 octobre 2020  (ISBN 9782226448453) [1],[2]
2. Les Piliers de la Civilisation , 13 octobre 2021  (ISBN 9782226457622) [3]
3. Les Maîtres de l'Histoire , 2 novembre 2023  (ISBN 2226477624)

## Réalisation
L'éditeur Martin Zeller a eu l'idée initiale de cette adaptation. Le travail en collaboration entre les trois auteurs a duré plus de 2 ans,. La bande dessinée s'appuie sur le livre initial, mais le complète, notamment en faisant intervenir différents chercheurs. L'humour est également davantage présent.

## Réception critique
Le succès du premier tome a permis de lancer la réalisation du deuxième tome.

## Prix et distinctions
La bande dessinée fait partie de la sélection officielle Fauve d'or du 48ème festival d'Angoulême .